# Filipinki
Filipinki – polski zespół wokalny utworzony w listopadzie 1959 przy Technikum Handlowym w Szczecinie z okazji 15-lecia szkoły, założony przez Jana Janikowskiego, nauczyciela ekonomii, towaroznawstwa i muzyki. Nazwa zespołu pochodzi od tytułu czasopisma dla dziewcząt „Filipinka”.

## Kariera

### Początki działalności
Grupa została uformowana na potrzeby koncertu na szkolnej akademii zorganizowanej z okazji XV-lecia istnienia Technikum Handlowego w Szczecinie w 1961. Podczas przesłuchań wyłoniono osiem utalentowanych wokalnie uczennic, z czego ostatecznie w zespole pozostało siedem z nich: Zofia Bogdanowicz, Niki Ikonomu, Elżbieta Klausz, Krystyna Pawlaczyk, Iwona Racz, Anna Sadowa i Krystyna Sadowska. Na akademii wystąpiły pod nazwą „Zespół Wokalny Technikum Handlowego”. W tym samym roku wystąpiły na Wielkim Festiwalu Muzyki, Pieśni i Tańca we Wrocławiu, na którym otrzymały wyróżnienie za interpretację piosenki „Ave Maria no morro”. Skład zespołu często się zmieniał, a w zespole śpiewały też: Halina Sztejner, Hanna „Gośka” Gościniak, Maria Kolczyńska, Barbara Kowalska, Maria Hardy, Grażyna Sowińska i Grażyna Piątkowska.
W 1962 wokalistki wystąpiły w radiowym konkursie Mikrofon dla wszystkich, dzięki któremu zyskały popularność i otrzymały propozycję nagrań dla Szczecińskiej Rozgłośni Polskiego Radia. Nagrania te niedługo później zostały zaprezentowane szerszej publiczności na antenie ogólnopolskiej, a Filipinki rozpoczęły profesjonalną karierę.

### Rozwój kariery

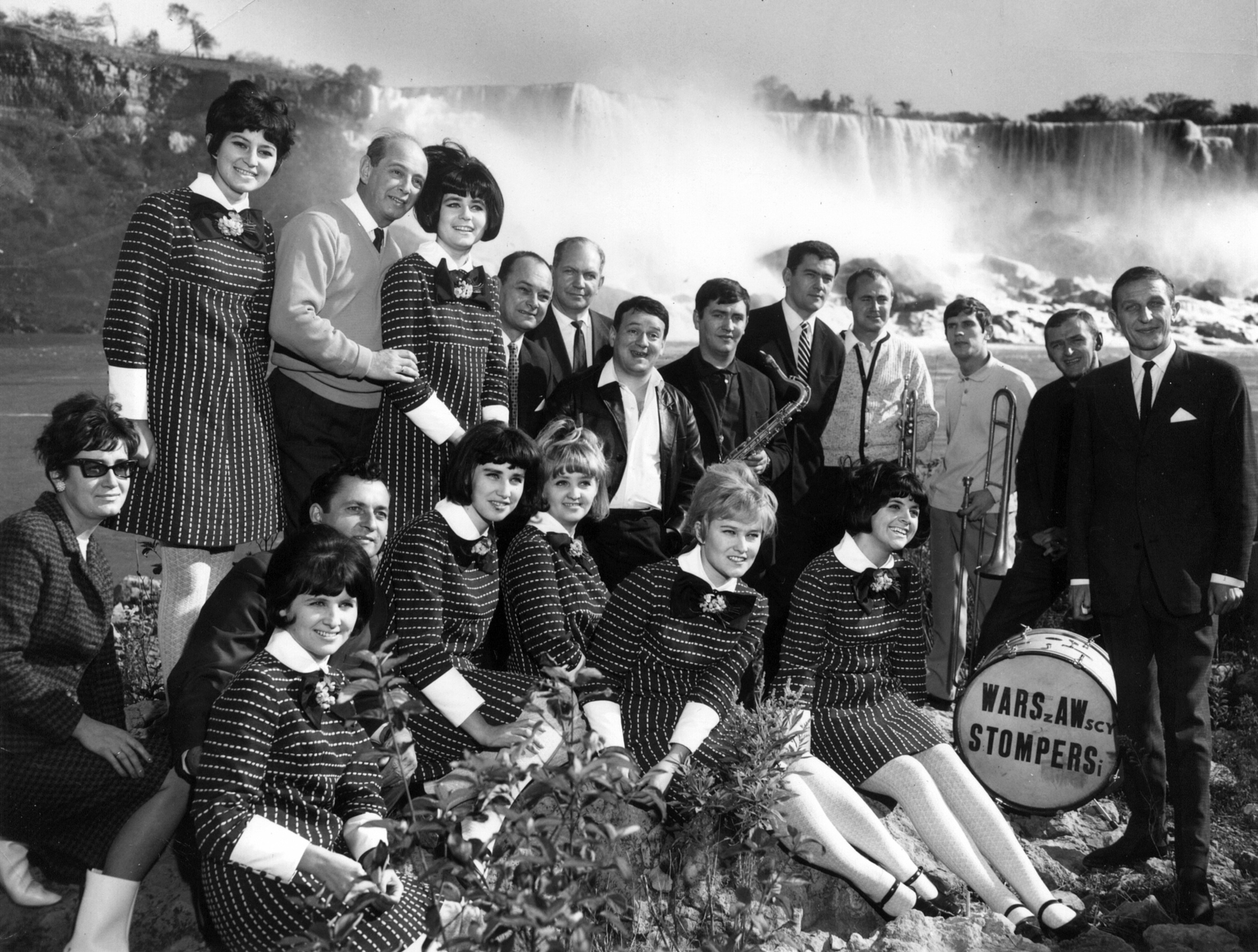
Iwona Racz, Anna Sadowa, Krystyna Pawlaczyk, Krystyna Sadowska, Zofia Bogdanowicz, Elżbieta Klausz i Niki Ikonomu z Filipinek oraz Jan i Halina Janikowscy, Włodzimierz Patuszyński, Warszawscy Stompersi, Aleksander Nizowicz i Jerzy Górny przy wodospadzie Niagara w Stanach Zjednoczonych podczas trasy koncertowej Siedem uśmiechów (1966)

W styczniu 1963 wystąpiły w radiowej audycji Jana Świącia i Zalewskiego, w kwietniu zadebiutowały w telewizji, a w maju swoją nazwę otrzymały oficjalnie – w redakcji czasopisma „Filipinka” w Warszawie. W sierpniu tego samego roku koncertowały po raz pierwszy za granicą – najpierw po Szwecji (wystąpiły na kilku imprezach związanych z uruchomieniem połączenia promowego Świnoujście–Ystad, a później po NRD, a jesienią nagrały swoją pierwszą płytę. W 1964 w czerwcowych notowaniach list przebojów, wkrótce po egzaminach maturalnych kilku wokalistek, w pierwszej piątce znalazły się ich trzy utwory. Przebojem stał się m.in. utwór „Do widzenia, profesorze”, który napisały po zakończeniu szkoły. Filipinki stały się najpopularniejszym zespołem w PRL. Następnie odbyły trasę koncertową po Kanadzie i USA obejmującą 55 koncertów dla Polonii w 36 miastach. Z powodzeniem występowały na festiwalach (m.in. kilkukrotnie na Krajowym Festiwalu Polskiej Piosenki w Opolu). W siedmioosobowym składzie koncertowały do 1967, a wiosną owego roku odbyły dwumiesięczną trasę koncertową po ZSRR.
Większość najpopularniejszych piosenek dla zespołu napisali Jan Janikowski i Włodzimierz Patuszyński, a w drugim okresie istnienia grupy – od 1967 – następny kierownik artystyczny zespołu Mateusz Święcicki.
Zespół zakończył działalność po 12 latach istnienia.

#### Nagrody i wyróżnienia
- 1961 – wyróżnienie dla piosenki Ave Maria no morro na Wielkim Festiwalu Muzyki, Pieśni i Tańca we Wrocławiu

- 1964 – piosenka Batumi została uznana za najpopularniejszą piosenkę 1963 r. w plebiscycie PR
- 1964 – nagroda Towarzystwa Przyjaciół Opola na Krajowym Festiwalu Polskiej Piosenki w Opolu
- 1965 – nagroda rzeczowa na III Krajowym Festiwalu Polskiej Piosenki w Opolu
- 1968 – piosenka Nie ma go wygrywa wiosenną edycję Telewizyjnej Giełdy Piosenki
- 1969 – piosenka Wiosna majem wróci wygrywa wiosenną edycję Telewizyjnej Giełdy Piosenki
- 1969 – wyróżnienie dla piosenki Weselmy się na VII Krajowym Festiwalu Polskiej Piosenki w Opolu
- 1969 – piosenka Jacht kapitana Teligi została uznana za najlepszą piosenkę marynistyczną 1969 r. w plebiscycie PR
- 1971 – piosenka Ja się w tobie nie zakocham została uznana za najpopularniejszą piosenkę kwietnia w plebiscycie PR
- 2009 – Odznaka honorowa Zasłużony dla Kultury Polskiej Ministra Kultury i Dziedzictwa Narodowego[11]
- 2014 – Nagroda Specjalna TVP S.A. za całokształt twórczości artystycznej wręczona wokalistkom Filipinek podczas 51 KFPP w Opolu[12]
- 2014 – Odsłonięcie gwiazdy Filipinek w opolskiej Alei Gwiazd Festiwalu Polskiej Piosenki[13]
- 2016 – Złote Odznaki Honorowe Gryfa Zachodniopomorskiego dla członkiń zespołu Filipinki[14].
- 2017 – Medale za Zasługi dla Miasta Szczecina dla członkiń zespołu Filipinki[15].

### Późniejsze lata istnienia zespołu i rozwiązanie grupy

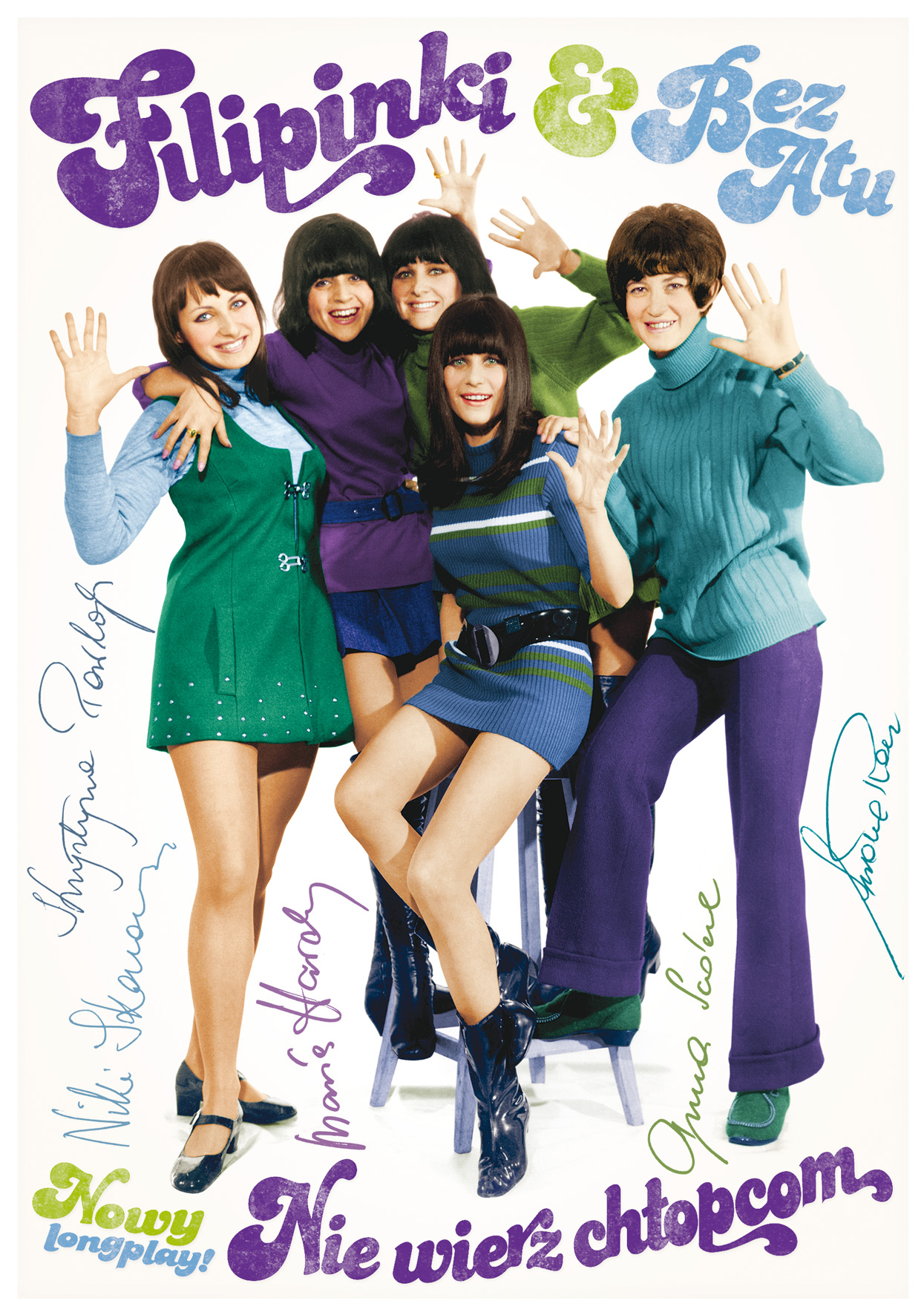
Filipinki w styczniu 1970 r. – Maria Hardy, Niki Ikonomu, Krystyna Pawlaczyk, Iwona Racz i Anna Sadowa. Pocztówka reklamująca album Filipinki & Bez Atu – Nie wierz chłopcom.

W 1967 r. zespół postanowił zmienić styl i repertuar, dostosowując się do rewolucji w muzyce młodzieżowej. Filipinki rozstały się z Janem Janikowskim i przeszły pod opiekę Mateusza Święcickiego. Wiosną 1968 roku wygrały Telewizyjną Giełdę Piosenki piosenką Nie ma go (muz. Jan Barnaba, sł. Krystyna Żywulska), a wiosną następnego roku kolejną edycję konkursu piosenką Wiosna majem wróci (muz. Maciej Kossowski, sł. Helena Komorowska). W 1969 roku podczas występu na VII Krajowym Festiwalu Piosenki Polskiej w Opolu otrzymały wyróżnienie za piosenkę Weselmy się. Ostatnim istotnym sukcesem zespołu była wygrana w plebiscycie Polskiego Radia w 1971 roku, kiedy słuchacze uznali ich piosenkę Ja się w tobie nie zakocham za najlepszą piosenkę kwietnia.
W latach 70. XX wieku zespół przechodził liczne zmiany personalne. Kierownikami muzycznymi grupy byli Mateusz Święcicki w latach 1967–1972 i Janusz Kępski w latach 1972–1974. Filipinki w tym ostatnim okresie występowały głównie jako zespół estradowy, często towarzysząc jako chórek innym artystom, np. podczas XI i XII Międzynarodowego Festiwalu Piosenki w Sopocie. Współpracowały m.in. ze Stefanem Stuligroszem oraz zespołem Trubadurzy.
Od 1967 roku występowały jako kwintet, od 1970 roku jako kwartet, a od 1972 roku jako tercet, przyjmując wtedy nieco zmienioną nazwę – Nowe Filipinki. Zmieniła się również stylistyka brzmieniowa i artystyczna zespołu.
Oficjalnie zespół zaprzestał działalności w roku 1974 wraz z odejściem z grupy ostatniej oryginalnej Filipinki – Krystyny Pawlaczyk. Stał się wzorem dla innych późniejszych żeńskich grup wokalnych.

### Zespoły muzyczne akompaniujące Filipinkom
Niemal od początku istnienia Filipinki miały swoich muzyków związanych na stałe z zespołem i akompaniujące mu podczas koncertów i nagrań. Były to grupy:
- od końca 1963 do końca 1964 – zespół jazzu tradycyjnego Coma 5
- od początku 1965 do lata 1967 – zespół jazzu tradycyjnego Warszawscy Stompersi
- od jesieni 1967 do jesieni 1968 – zespół bigbitowy Dzikusy
- od jesieni 1968 do września 1971 – zespół bigbitowy Bez Atu

Filipinki śpiewały i nagrywały także z towarzyszeniem innych zespołów oraz orkiestr symfonicznych, m.in. Kwartetu Warszawskiego i Chochołów, Orkiestry Filharmonii Szczecińskiej, Koszalińskiej Orkiestry Symfonicznej pod dyrekcją Zdzisława Bytnara, Orkiestry PRiTV w Warszawie, Orkiestry Rozrywkowej Polskiego Radia i Telewizji w Łodzi pod dyrekcją Henryka Debicha, Orkiestry Symfonicznej TV NRD oraz Orkiestry Radiowej Bogusława Klimczuka.
Filipinki były zaprzyjaźnione z tarnowskim zespołem bigbitowym Filipy.

### Trasy koncertowe Filipinek
Przez 15 lat istnienia Filipinki dały około 4 tys. koncertów – średnio w każdym roku występowały przez 300 dni. Podczas tras koncertowych po Europie, Ameryce i Azji pokonały ponad 700 tys. kilometrów.

### Piosenki Filipinek w filmach i programach TV
W filmie Yesterday piosenki „Wala twist” i „Batumi” pojawiają się obok piosenek The Beatles. „Batumi” wykorzystano w programie „Tańcząca z Gruzją” i spektaklu telewizyjnym „Rewizor” z 2005 roku.

## Przeboje
1963

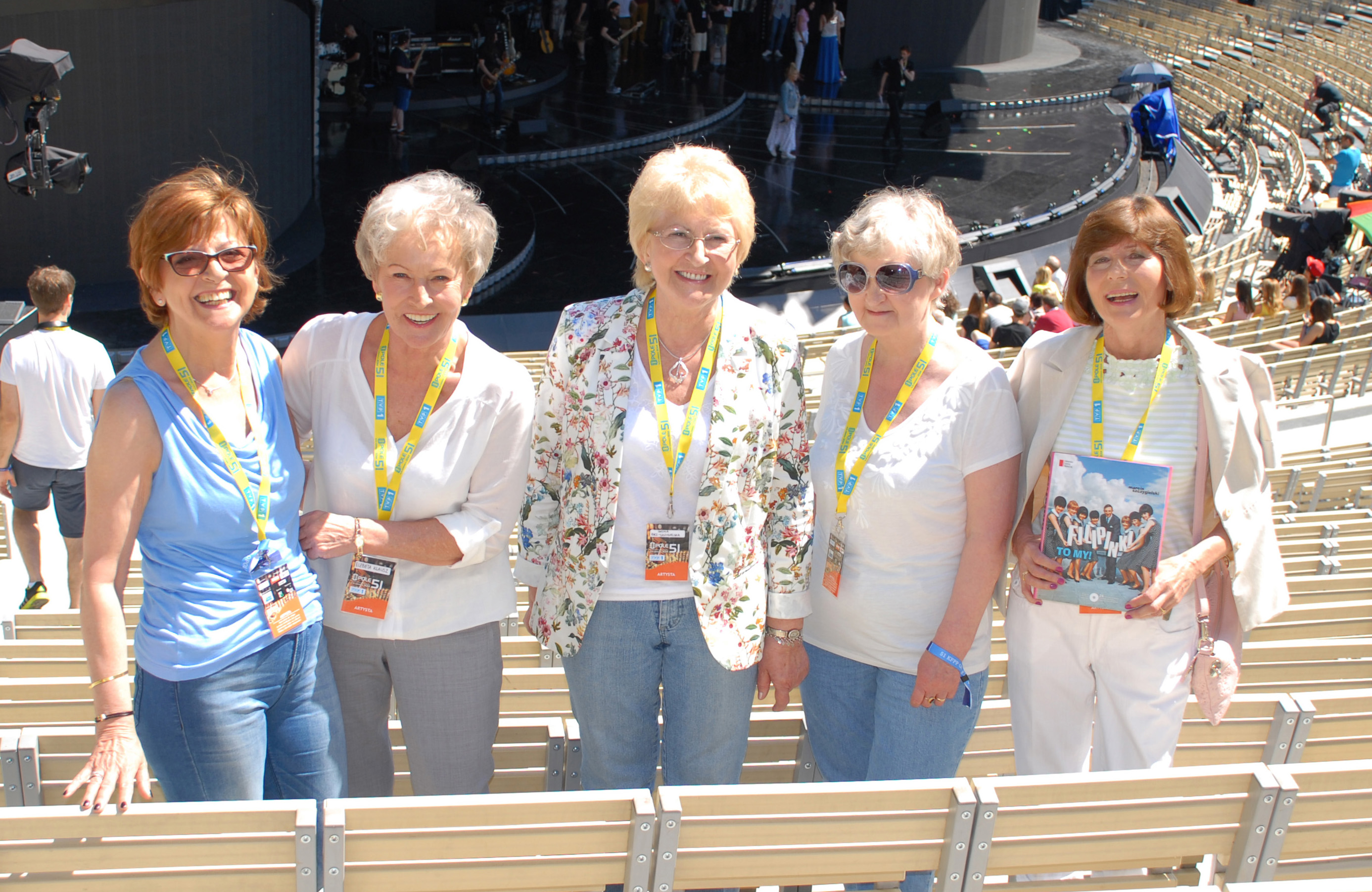
Niki Ikonomu, Elżbieta Klausz, Iwona Racz, Zofia Bogdanowicz i Anna Sadowa z Filipinek podczas 51. Krajowego Festiwalu Polskiej Piosenki w Opolu (2014)

- „Ave Maria no morro” (1963, muz. Herivelto Martins, sł. Tadeusz Czarkowski)
- „Pity pity” (1963, muz. i sł. Joe Ergus)

1964
- „Wala twist” (1964, muz. Jan Janikowski, sł. Włodzimierz Patuszyński)
- „Bal arlekina” (1964; muz. Jan Janikowski, sł. Włodzimierz Patuszyński)
- „Filipinki – to my” (1964, muz. Jan Janikowski, sł. Włodzimierz Patuszyński)
- „Batumi” (1964; muz.: Artemi Ajwazjan, sł. Ola Obarska)
- „Charleston nastolatków” (1964; muz. Jan Janikowski, sł. Włodzimierz Patuszyński)
- „Do widzenia, profesorze” (1964, muz. Jan Janikowski, sł. Włodzimierz Patuszyński)
- „Spacer po porcie” (1964, muz. Jan Janikowski)

1965
- „Siedmiu chłopców” (1965, muz. Jan Janikowski, sł. Andrzej Tylczyński)
- „Tarap tarap” (1965, muz. Bogusław Klimczuk, sł. Tadeusz Urgacz)

1966
- „Kto się lubi, ten się czubi” (1966, muz. Jan Janikowski, sł. Włodzimierz Patuszyński)
- „Pożegnanie z zabawkami” (1966, muz. Andrzej Korzyński, sł. Zbigniew Zapert)
- „Serwus Panie Chief” (1966, muz. Jan Tomaszewski, sł. Jan Bołgaty)
- „Znajdź sobie dziewczynę” (1966, muz. Jan Janikowski, sł. Zbigniew Zapert)

1967
- „Tylko raz” (1967, muz. Jan Janikowski)

1968
- „Nie ma go” (1968, muz. Jan Barnaba, sł. Krystyna Żywulska)
- „O dziesiątej” (1968, muz. Mateusz Święcicki, sł. Jonasz Kofta)
- „Znam go na pamięć” (1968, muz. Ryszard Poznakowski, sł. Jan Krynicz)
- „Hej nam hej” (1968, muz. i sł. ludowe w opracowaniu Mateusza Święcickiego)

1969

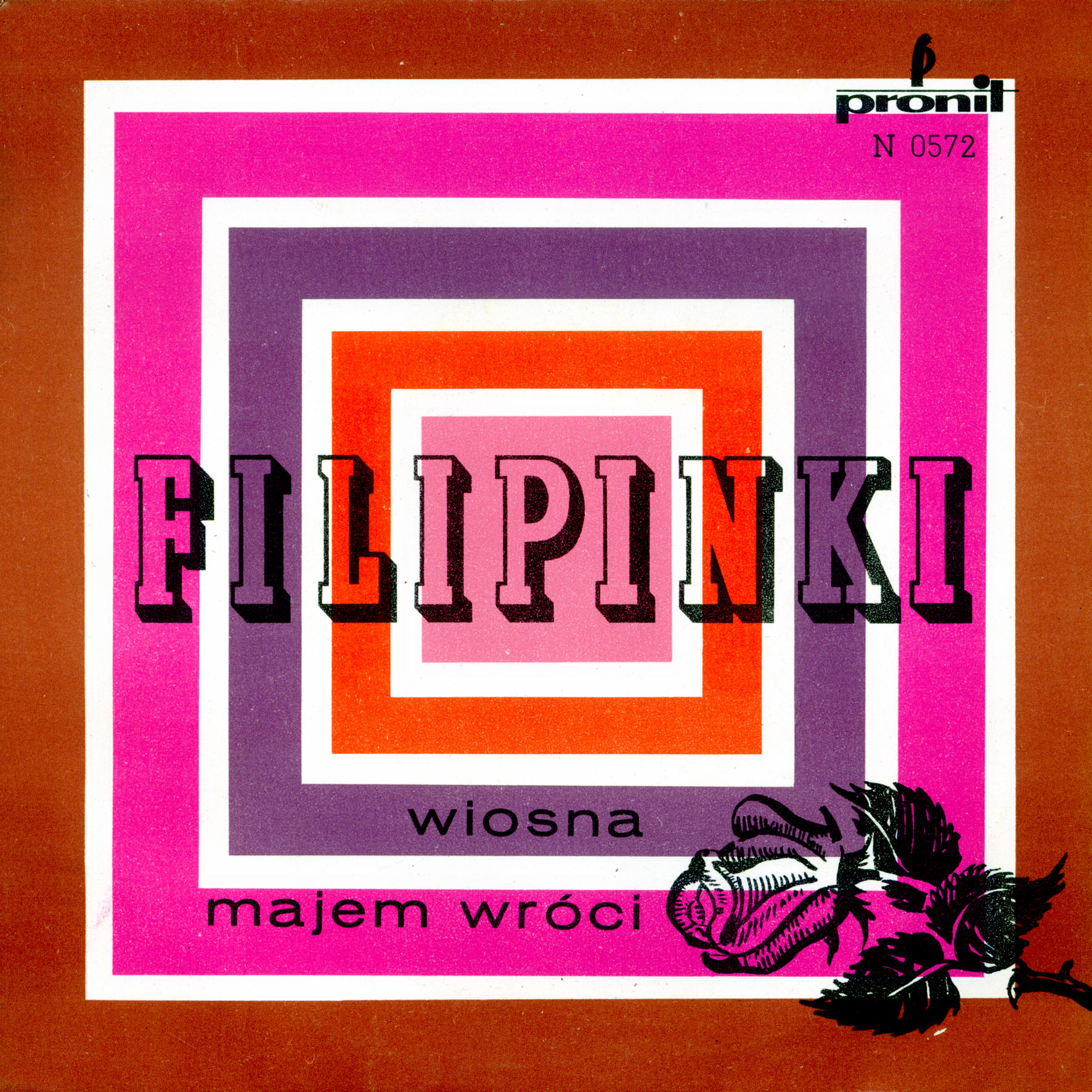
Okładka płyty winylowej zespołu Filipinki, „Wiosna majem wróci”

- „Wiosna majem wróci” (1969, muz. Maciej Kossowski, sł. Helena Komorowska)
- „Weselmy się” (1969, muz. ludowa w opracowaniu Mateusza Święcickiego, sł. Adam Miriam)
- „Dlaczego płaczesz mały” (1969, muz. Ryszard Poznakowski, sł. Janusz Kondratowicz)
- „Tłok na plaży” (1969, muz. Mateusz Święcicki, sł. Bogusław Swat)
- „Jacht kapitana Teligi” (1969, muz. Jerzy Tyszkowski, sł. Bogdan Ostromęcki)

1970
- „Nie wierz chłopcom” (1970, muz. Mateusz Święcicki, sł. Marek Kilarski)
- „Dam ci wszystko, co zechcesz” (1970, muz. Bogusław Klimsa, sł. Andrzej Kuryło)
- „On jest tu” (1970, muz. Wiktor Stroiński, sł. Marek Kilarski)
- „Jeśli kochasz, nigdy nie mów o tym” (1970, muz. Mateusz Święcicki, sł. Grzegorz Walczak)
- „Za dużo wrażeń, za mało marzeń” (1970, muz. Marian Zimiński, sł. Marek Gaszyński)

1971
- „Co się odwlecze, to nie uciecze” (1971, muz. Mateusz Święcicki, sł. Jerzy Miller)
- „Ja się w tobie nie zakocham” (1971, muz. Artur Żalski, sł. Zbigniew Stawecki)
- „Chcę mieć ciebie na własność” (1971, muz. Bohdan Kezik, sł. Włodzimierz Patuszyński)

1972
- „Ze mną od dziś” (1972, muz. Janusz Kępski, sł. Erwin Park)

## Dyskografia

### Solowa[23]
| Rodzaj                          | Rok  | Kraj   | Tytuł                                                                               | Wytwórnia                             |
| ------------------------------- | ---- | ------ | ----------------------------------------------------------------------------------- | ------------------------------------- |
| Album                           | 1965 | Polska | Rozśpiewani rówieśnicy                                                              | Polskie Nagrania „Muza” L0454         |
| Album                           | 1965 | Kanada | Piosenka nie zna granic (Music Has No Bounds)                                       | Melodia Record Co. LPM1025            |
| Album                           | 1966 | Polska | Filipinki – to my                                                                   | Polskie Nagrania Muza XL0323          |
| Album                           | 1966 | USA    | Filipinki with orchestra under J. Janikowski in their Top 16 Hits. A Polish A GO-GO | Bruno Records BR10214L                |
| Album                           | 2016 | Polska | Filipinki & Bez Atu. Nie wierz chłopcom                                             | Latarnik/AS AS002, AS003              |
| EP                              | 1963 | ZSRR   | Filipinki                                                                           | Melodia PD 33GD 00881                 |
| EP                              | 1964 | Polska | Wala-Twist                                                                          | Polskie Nagrania Muza N0298           |
| EP                              | 1964 | Polska | Filipinki to my                                                                     | Polskie Nagrania Muza N0299           |
| EP                              | 1965 | Polska | Tarap tarap                                                                         | Pronit N0361                          |
| EP                              | 1965 | USA    | Filipinki                                                                           | Radio Request Records M-40            |
| EP                              | 1968 | Polska | Nie ma go                                                                           | Polskie Nagrania Muza N0529           |
| EP                              | 1968 | Polska | Kolędy śpiewają Filipinki                                                           | Veriton V350                          |
| EP                              | 1969 | Polska | Wiosna majem wróci                                                                  | Pronit N0572                          |
| EP                              | 1971 | Polska | Ja się w tobie nie zakocham                                                         | Polskie Nagrania Muza N0653           |
| Singiel                         | 1964 | ZSRR   | Walentyna                                                                           | СНХ Тбилиси гост-5289-61              |
| Singiel                         | 1965 | ZSRR   | Batumi                                                                              | Melodia 0044573                       |
| Singiel                         | 1965 | ZSRR   | Walentyna                                                                           | Melodia 0044575                       |
| Singiel                         | 1966 | Polska | Serwus, panie chief                                                                 | Polskie Nagrania Muza SP251           |
| Singiel                         | 1966 | Polska | Batumi                                                                              | Polskie Nagrania Muza SP252           |
| Singiel                         | 1967 | ZSRR   | Tylko raz                                                                           | Melodia 0045419                       |
| Singiel                         | 1971 | Polska | Królewski Zamek                                                                     | Polskie Nagrania Muza SP357           |
| Pocztówka dźwiękowa (oficjalna) | 1966 | Polska | Filipinki i Chochoły: Znajdź sobie dziewczynę                                       | Ruch R0030                            |
| Pocztówka dźwiękowa (oficjalna) | 1966 | Polska | Serwus, panie Chief                                                                 | Ruch R0036                            |
| Pocztówka dźwiękowa (oficjalna) | 1969 | Polska | Wiosna majem wróci                                                                  | Polskie Nagrania Muza KP137           |
| Pocztówka dźwiękowa (oficjalna) | 1971 | Polska | Królewski zamek                                                                     | Ruch R0315                            |
| Greatest Hits                   | 1993 | Polska | Filipinki – największe przeboje                                                     | Polskie Nagrania Edition Ltd. ECD 018 |
| Greatest Hits                   | 2003 | Polska | Filipinki – to my                                                                   | Polskie Nagrania Muza PNCD 540        |
| Greatest Hits                   | 2004 | Polska | Platynowa kolekcja. Filipinki. Złote przeboje                                       | GM Records 222 005-2                  |
| Greatest Hits                   | 2005 | Polska | Platynowa kolekcja. Filipinki – nasze złote przeboje                                | Media Way Sp. z o.o. 2-0020           |
| Greatest Hits                   | 2008 | Polska | Z archiwum Polskiego Radia vol. 4. Filipinki. Nagrania radiowe z lat 1963–1972      | Polskie Radio SA PRCD 1078-79         |
| Greatest Hits                   | 2010 | Polska | Filipinki                                                                           | Polskie Nagrania Muza PNCD 1339       |
| Greatest Hits                   | 2012 | Polska | Złote lata polskiej piosenki. Filipinki                                             | Gazeta Wyborcza, Agora SA             |
| Greatest Hits                   | 2013 | Polska | Filipinki – to my! Niepublikowane nagrania z lat 1962–1971                          | Latarnik/AS AS01                      |
| Greatest Hits                   | 2014 | Polska | Złota kolekcja. Filipinki. Batumi. Własny świat                                     | Warner Music Poland 08256 4 61914 8 2 |
| Greatest Hits                   | 2020 | Polska | Filipinki. Nagrania z Chicago. Greatest Hits                                        | Teddy Records TRCD 1120               |

### Kompilacje
(tylko płyty winylowe wydane w Polsce do 1989 r.)
| Rodzaj   | Rok  | Tytuł                                                     | Wytwórnia                      |
| -------- | ---- | --------------------------------------------------------- | ------------------------------ |
| Longplay | 1965 | Z melodią i piosenką dookoła świata (5)                   | Polskie Nagrania „Muza” XL0201 |
| Longplay | 1965 | Z melodią i piosenką dookoła świata (6)                   | Polskie Nagrania Muza XL0202   |
| Longplay | 1965 | Rytmy młodych                                             | Pronit XL0244                  |
| Longplay | 1969 | Mikrofon i ekran – Opole ’69                              | Polskie Nagrania Muza SXL0552  |
| Longplay | 1970 | Discorama                                                 | Pronit SXL0673                 |
| Longplay | 1971 | Kolędy i pastorałki popularne                             | Veriton SXV742                 |
| Longplay | 1971 | Mini propo Popołudnia z Młodością vol. 1                  | Polskie Nagrania Muza SXL0785  |
| Longplay | 1971 | Sopot ’71                                                 | Polskie Nagrania Muza SXL0780  |
| Longplay | 1972 | Wchodzimy w lata siedemdziesiąte                          | Polskie Nagrania Muza SXL0878  |
| Longplay | 1974 | Komu piosenkę – Przeboje 30-lecia (4)                     | Polskie Nagrania Muza SX1107   |
| Longplay | 1974 | Najpiękniejsza jest moja Ojczyzna – Przeboje 30-lecia (5) | Polskie Nagrania Muza SXL1108  |
| Longplay | 1978 | ... kolędować małemu                                      | Polskie Nagrania Muza SXL0780  |
| Longplay | 1979 | Z archiwum Veritonu (4): Nasze debiuty – Zespoły          | Veriton SXV804                 |
| Singiel  | 1964 | Karin Stanek / Filipinki                                  | Pronit SP198                   |
| EP       | 1969 | Bez Atu                                                   | Pronit N0573                   |
| EP       | 1972 | Grand Prix – Sopot ’72                                    | Polskie Nagrania Muza N0704    |

## Informacje dodatkowe

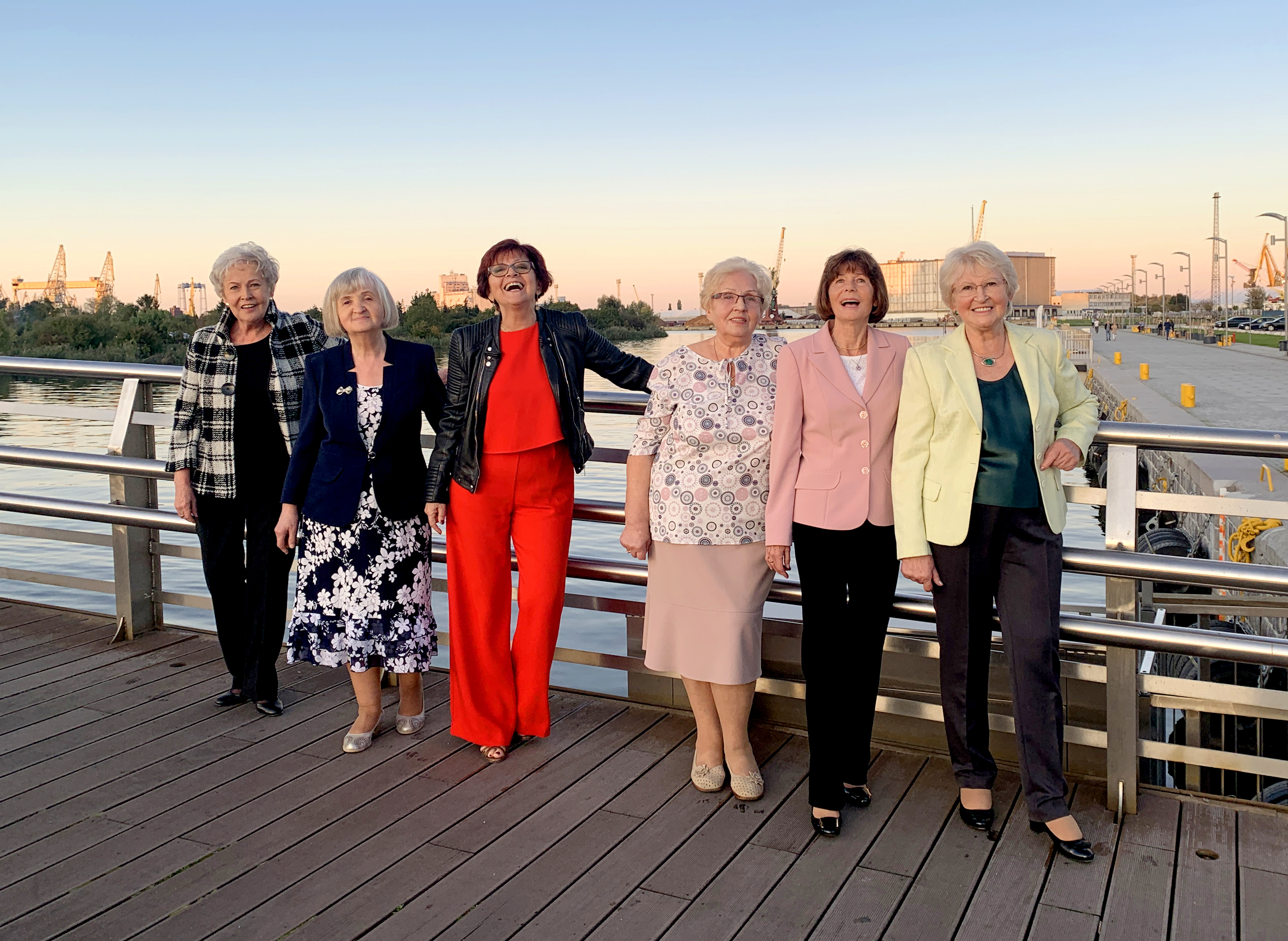
Filipinki w Szczecinie 22 września 2019 r. podczas obchodów 60. rocznicy utworzenia zespołu. Od lewej stoją: Elżbieta Klausz, Zofia Bogdanowicz-Kasprzyk, Niki Ikonomu, Halina Sztejner, Anna Sadowa-Stroińska i Iwona Racz-Szczygielska

- Piosenkę Filipinki – to my sparodiował kabaret Dudek[27]. W parodii tej wystąpili: Edward Dziewoński, Wiesław Gołas, Bogumił Kobiela, Jan Kobuszewski[28].
- W marcu 2005 na cześć Filipinek jedna z ulic w Szczecinie otrzymała ich nazwę[29].
- W połowie 2011 roku w plebiscycie Głosu Szczecińskiego czytelnicy zadecydowali o nazwaniu jednego ze szczecińskich tramwajów Pesa Swing imieniem zespołu Filipinki[30].
- W 2013 roku ukazała się rozbudowana, albumowa monografia zespołu Filipinki – to my! Ilustrowana historia pierwszego polskiego girlsbandu. Jej autorem jest Marcin Szczygielski, syn Iwony Racz – jednej z członkiń grupy. Do albumu została dołączona płyta CD, na której znalazły się 24 nigdy wcześniej niepublikowane nagrania Filipinek z lat 1962–1971.
- 4 czerwca 2019 roku Rada Miasta Szczecin podjęła decyzję o nazwaniu imieniem Filipinek skweru przed Teatrem Polskim, położonego między ulicami Swarożyca i Montwilla w Szczecinie[31].